# Kamparholmen
Kamparholmen är en halvö i Finland. Den ligger i Raseborgs kommun i landskapet Nyland, i den södra delen av landet, 80 km väster om huvudstaden Helsingfors.